# Findern
Findern es una parroquia civil situada en el distrito de South Derbyshire, en Derbyshire, Inglaterra (Reino Unido). Según el censo de 2021, tiene una población de 4100 habitantes.